# 月極うたぐみ
月極うたぐみ（つきぎめうたぐみ）は、2011年10月29日から2014年3月29日まで、毎日放送（MBSラジオ）で放送中の音楽バラエティ番組。全編生放送で、『MBSうたぐみ　Smile×Songs』（以下『スマソン』と略記）の姉妹番組に当たる。
なお放送開始・終了日などはあくまで暦日で表記しているため、注意のこと。

## 概要
毎日放送では2009年4月から、テレビ・ラジオを問わず、音楽関連の番組・コーナーに「MBSうたぐみ」というレーベルを新設。MBSラジオで毎週火曜日 - 水曜日（月曜深夜 - 火曜深夜）に放送を開始した『スマソン』では、2010年4月から火曜以外の曜日に新設した「第2部」（1:00 - 2:00）で、若手のアーティスト（ユニット）を「マンスリーゲスト」に迎えていた。
しかし、MBSラジオでは2011年4月改編で、平日の深夜に放送する自社制作番組の編成方針を一新。『スマソン』の「第2部」を終了させる代わりに、「第2部」のマンスリーゲスト制度を引き継ぐ格好で、当番組の放送を開始した。ちなみに、放送上のタイトルは「○○の月極うたぐみ」で、○○には「月極」（月替わり）でパーソナリティを担当するアーティスト（ユニット）名が入る。
パーソナリティによっては、当番組が初めてのレギュラー番組や冠番組になることもあった。Brian the Sunがパーソナリティを務める2014年3月29日放送分で終了。ちなみに『スマソン』も、2日前（同月26日）の放送で、4年間の歴史に幕を閉じることになった。当番組の企画自体は、同年4月3日から、毎週木曜日（水曜深夜）0:30 - 1:30に放送の『うたバッカ水曜日』に引き継がれる。

## 担当

### 2011年
- 11月 BRIGHT
- 12月 近藤夏子

### 2012年
- 1月 アシガルユース
- 2月 奥華子
- 3月 スムルース
- 3月 ecosystem
- 5月 信政誠
- 6月 ワタナベフラワー
- 7月 タイナカ彩智
- 8月 Sound Schedule
- 9月 小南泰葉
- 10月 ハンサムケンヤ
- 11月 つじあやの
- 12月 沢井美空

### 2013年
- 1月 ザ・ビートモーターズ
- 2月 SO-TA
- 3月 ザ50回転ズ
- 4月 tricot
- 5月 KANA-BOON
- 6月 キュウソネコカミ
- 7月 TOZY
- 8月 ET-KING
- 9月 FUZZY CONTROL
- 10月 四星球
- 11月 LOVE LOVE LOVE
- 12月 THE ORAL CIGARETTES

### 2014年
- 1月 KAMAMOTOMIKA
- 2月 ユビキタス
- 3月 Brian the Sun